# Typhlodromus malawiensis
Typhlodromus malawiensis är en spindeldjursart som beskrevs av Zannou, Moraes och Hanna 2002. Typhlodromus malawiensis ingår i släktet Typhlodromus och familjen Phytoseiidae. Inga underarter finns listade i Catalogue of Life.